# Đường cao tốc Seoul–Yangyang
Đường cao tốc Seoul–Yangyang (Tiếng Hàn: 서울양양고속도로) là một tuyến đường cao tốc ở Hàn Quốc được đánh số 60, nó dài 152 km nối thành phố Seoul và huyện Yangyang-gun.

## Chi tiết tuyến đường

### Số làn đường
- Gangil IC ~ Misa IC : Khứ hồi 8 làn xe
- Misa IC ~ Hầm Wolmun 3 : Khứ hồi 6 làn xe
- Hầm Wolmun 3 ~ Yangyang JC : Khứ hồi 4 làn xe
- Yangyang JC ~ Yangyang IC : Khứ hồi 2 làn xe

### Chiều dài
- Gangil IC ~ Chuncheon JC (Đoạn do tư nhân xây dựng): 62.21km
- Chuncheon JC ~ Yangyang JC (Đoạn do Nhà nước xây dựng): 88.8km

### Giới hạn tốc độ
- Gangil IC ~ Deokso Sampae IC : Tối đa 80km/h, Tối thiểu 50km/h
- Deokso Sampae IC ~ Yangyang JC : Tối đa 100km/h, Tối thiểu 50km/h

### Đường hầm
| Hầm                | Vị trí                                               | Chiều dài | Năm hoàn thành | Ghi chú                     |
| ------------------ | ---------------------------------------------------- | --------- | -------------- | --------------------------- |
| Hầm Wolmun 1       | Wolmun-ri, Wabu-eup, Namyangju-si, Gyeonggi-do       | 1,229m    | 2009           | Hướng đi Yangyang           |
| Hầm Wolmun 1       | Wolmun-ri, Wabu-eup, Namyangju-si, Gyeonggi-do       | 1,224m    | 2009           | Hướng đi Seoul              |
| Hầm Wolmun 2       | Wolmun-ri, Wabu-eup, Namyangju-si, Gyeonggi-do       | 84m       | 2009           | Hướng đi Yangyang           |
| Hầm Wolmun 3       | Wolmun-ri, Wabu-eup, Namyangju-si, Gyeonggi-do       | 988m      | 2009           | Hướng đi Yangyang           |
| Hầm Wolmun 3       | Wolmun-ri, Wabu-eup, Namyangju-si, Gyeonggi-do       | 964m      | 2009           | Hướng đi Seoul              |
| Hầm Geumnam        | Geumnam-ri, Hwado-eup, Namyangju-si, Gyeonggi-do     | 680m      | 2009           |                             |
| Hầm Seojong        | Supo-ri, Seojong-myeon, Yangpyeong-gun, Gyeonggi-do  | 639m      | 2009           | Hướng đi Yangyang           |
| Hầm Seojong        | Supo-ri, Seojong-myeon, Yangpyeong-gun, Gyeonggi-do  | 594m      | 2009           | Hướng đi Seoul              |
| Hầm Icheon         | Icheon-ri, Seorak-myeon, Gapyeong-gun, Gyeonggi-do   | 273m      | 2009           | Hướng đi Yangyang           |
| Hầm Icheon         | Icheon-ri, Seorak-myeon, Gapyeong-gun, Gyeonggi-do   | 318m      | 2009           | Hướng đi Seoul              |
| Hầm Cheonan        | Cheonan-ri, Seorak-myeon, Gapyeong-gun, Gyeonggi-do  | 1,270m    | 2009           | Hướng đi Yangyang           |
| Hầm Cheonan        | Cheonan-ri, Seorak-myeon, Gapyeong-gun, Gyeonggi-do  | 1,240m    | 2009           | Hướng đi Seoul              |
| Hầm Eomso          | Eomsori, Seorak-myeon, Gapyeong-gun, Gyeonggi-do     | 380m      | 2009           | Hướng đi Yangyang           |
| Hầm Eomso          | Eomsori, Seorak-myeon, Gapyeong-gun, Gyeonggi-do     | 436m      | 2009           | Hướng đi Seoul              |
| Hầm Changui        | Changui-ri, Seorak-myeon, Gapyeong-gun, Gyeonggi-do  | 1,348m    | 2009           |                             |
| Hầm Songsan        | Songsan-ri, Seorak-myeon, Gapyeong-gun, Gyeonggi-do  | 1,154m    | 2009           | Hướng đi Yangyang           |
| Hầm Songsan        | Songsan-ri, Seorak-myeon, Gapyeong-gun, Gyeonggi-do  | 1,136m    | 2009           | Hướng đi Seoul              |
| Hầm Misa           | Misari-eup, Seorak-myeon, Gapyeong-gun, Gyeonggi-do  | 2,193m    | 2009           | Hướng đi Yangyang           |
| Hầm Misa           | Misari-eup, Seorak-myeon, Gapyeong-gun, Gyeonggi-do  | 2,205m    | 2009           | Hướng đi Seoul              |
| Hầm Magok          | Magok-ri, Seo-myeon, Hongcheon-gun, Gangwon          | 919m      | 2009           | Hướng đi Yangyang           |
| Hầm Magok          | Magok-ri, Seo-myeon, Hongcheon-gun, Gangwon          | 958m      | 2009           | Hướng đi Seoul              |
| Hầm Balsan 1       | Balsan-ri, Nam-myeon, Chuncheon-si, Gangwon          | 633m      | 2009           | Hướng đi Yangyang           |
| Hầm Balsan 1       | Balsan-ri, Nam-myeon, Chuncheon-si, Gangwon          | 599m      | 2009           | Hướng đi Seoul              |
| Hầm Balsan 2       | Balsan-ri, Nam-myeon, Chuncheon-si, Gangwon          | 480m      | 2009           | Hướng đi Yangyang           |
| Hầm Balsan 2       | Balsan-ri, Nam-myeon, Chuncheon-si, Gangwon          | 508m      | 2009           | Hướng đi Seoul              |
| Hầm Balsan 3       | Balsan-ri, Nam-myeon, Chuncheon-si, Gangwon          | 254m      | 2009           | Hướng đi Yangyang           |
| Hầm Balsan 3       | Balsan-ri, Nam-myeon, Chuncheon-si, Gangwon          | 251m      | 2009           | Hướng đi Seoul              |
| Hầm Balsan 4       | Balsan-ri, Nam-myeon, Chuncheon-si, Gangwon          | 433m      | 2009           | Hướng đi Yangyang           |
| Hầm Balsan 4       | Balsan-ri, Nam-myeon, Chuncheon-si, Gangwon          | 387m      | 2009           | Hướng đi Seoul              |
| Hầm Chugok         | Chugok-ri, Nam-myeon, Chuncheon-si, Gangwon          | 433m      | 2009           | Hướng đi Yangyang           |
| Hầm Chugok         | Chugok-ri, Nam-myeon, Chuncheon-si, Gangwon          | 412m      | 2009           | Hướng đi Seoul              |
| Hầm Haengchon      | Haengchon-ri, Namsan-myeon, Chuncheon-si, Gangwon    | 463m      | 2009           | Hướng đi Yangyang           |
| Hầm Haengchon      | Haengchon-ri, Namsan-myeon, Chuncheon-si, Gangwon    | 459m      | 2009           | Hướng đi Seoul              |
| Hầm Gwangpan       | Gwangpan-ri, Namsan-myeon, Chuncheon-si, Gangwon     | 358m      | 2009           | Hướng đi Yangyang           |
| Hầm Gwangpan       | Gwangpan-ri, Namsan-myeon, Chuncheon-si, Gangwon     | 278m      | 2009           | Hướng đi Seoul              |
| Hầm Gunja 1        | Gunja-ri, Dongsan-myeon, Chuncheon-si, Gangwon       | 474m      | 2009           | Hướng đi Yangyang           |
| Hầm Gunja 1        | Gunja-ri, Dongsan-myeon, Chuncheon-si, Gangwon       | 511m      | 2009           | Hướng đi Seoul              |
| Hầm Gunja 2        | Gunja-ri, Dongsan-myeon, Chuncheon-si, Gangwon       | 885m      | 2009           | Hướng đi Yangyang           |
| Hầm Gunja 2        | Gunja-ri, Dongsan-myeon, Chuncheon-si, Gangwon       | 915m      | 2009           | Hướng đi Seoul              |
| Hầm Dongsan 1      | Joyang-ri, Dongsan-myeon, Chuncheon-si, Gangwon      | 683m      | 2009           | Hướng đi Yangyang           |
| Hầm Dongsan 1      | Joyang-ri, Dongsan-myeon, Chuncheon-si, Gangwon      | 708m      | 2009           | Hướng đi Seoul              |
| Hầm Dongsan 2      | Joyang-ri, Dongsan-myeon, Chuncheon-si, Gangwon      | 1,133m    | 2009           | Hướng đi Yangyang           |
| Hầm Dongsan 2      | Joyang-ri, Dongsan-myeon, Chuncheon-si, Gangwon      | 1,236m    | 2009           | Hướng đi Seoul              |
| Hầm Bukbang 1      | Bongmyeong-ri, Dongsan-myeon, Chuncheon-si, Gangwon  | 2,298m    | 2009           | Hướng đi Yangyang           |
| Hầm Bukbang 1      | Bongmyeong-ri, Dongsan-myeon, Chuncheon-si, Gangwon  | 2,285m    | 2009           | Hướng đi Seoul              |
| Hầm Bukbang 2      | Seongdong-ri, Bukbang-myeon, Hongcheon-gun, Gangwon  | 326m      | 2009           | Hướng đi Yangyang           |
| Hầm Bukbang 2      | Seongdong-ri, Bukbang-myeon, Hongcheon-gun, Gangwon  | 330m      | 2009           | Hướng đi Seoul              |
| Hầm Bukbang 3      | Seongdong-ri, Bukbang-myeon, Hongcheon-gun, Gangwon  | 1,518m    | 2009           | Hướng đi Yangyang           |
| Hầm Bukbang 3      | Seongdong-ri, Bukbang-myeon, Hongcheon-gun, Gangwon  | 1,515m    | 2009           | Hướng đi Seoul              |
| Hầm Hwachon 1      | Songjeong-ri, Hwachon-myeon, Hongcheon-gun, Gangwon  | 721m      | 2009           | Hướng đi Yangyang           |
| Hầm Hwachon 1      | Songjeong-ri, Hwachon-myeon, Hongcheon-gun, Gangwon  | 691m      | 2009           | Hướng đi Seoul              |
| Hầm Hwachon 2      | Songjeong-ri, Hwachon-myeon, Hongcheon-gun, Gangwon  | 378m      | 2009           | Hướng đi Yangyang           |
| Hầm Hwachon 2      | Songjeong-ri, Hwachon-myeon, Hongcheon-gun, Gangwon  | 359m      | 2009           | Hướng đi Seoul              |
| Hầm Hwachon 3      | Oesampo-ri, Hwachon-myeon, Hongcheon-gun, Gangwon    | 527m      | 2017           | Hướng đi Yangyang           |
| Hầm Hwachon 3      | Oesampo-ri, Hwachon-myeon, Hongcheon-gun, Gangwon    | 407m      | 2017           | Hướng đi Seoul              |
| Hầm Hwachon 4      | Guneop-ri, Hwachon-myeon, Hongcheon-gun, Gangwon     | 35m       | 2017           |                             |
| Hầm Hwachon 5      | Guneop-ri, Hwachon-myeon, Hongcheon-gun, Gangwon     | 125m      | 2017           |                             |
| Hầm Hwachon 6      | Guneop-ri, Hwachon-myeon, Hongcheon-gun, Gangwon     | 621m      | 2017           | Hướng đi Yangyang           |
| Hầm Hwachon 6      | Guneop-ri, Hwachon-myeon, Hongcheon-gun, Gangwon     | 614.2m    | 2017           | Hướng đi Seoul              |
| Hầm Hwachon 7      | Guneop-ri, Hwachon-myeon, Hongcheon-gun, Gangwon     | 40m       | 2017           |                             |
| Hầm Hwachon 8      | Jangpyeong-ri, Hwachon-myeon, Hongcheon-gun, Gangwon | 978m      | 2017           | Hướng đi Yangyang           |
| Hầm Hwachon 8      | Jangpyeong-ri, Hwachon-myeon, Hongcheon-gun, Gangwon | 963m      | 2017           | Hướng đi Seoul              |
| Hầm Hwachon 9      | Jangpyeong-ri, Hwachon-myeon, Hongcheon-gun, Gangwon | 3,705m    | 2017           | Hướng đi Yangyang           |
| Hầm Hwachon 9      | Jangpyeong-ri, Hwachon-myeon, Hongcheon-gun, Gangwon | 3,690m    | 2017           | Hướng đi Seoul              |
| Hầm Naechon 1      | Waya-ri, Naechon-myeon, Hongcheon-gun, Gangwon       | 1,248m    | 2017           | Hướng đi Yangyang           |
| Hầm Naechon 1      | Waya-ri, Naechon-myeon, Hongcheon-gun, Gangwon       | 1,267m    | 2017           | Hướng đi Seoul              |
| Hầm Naechon 2      | Waya-ri, Naechon-myeon, Hongcheon-gun, Gangwon       | 100m      | 2017           |                             |
| Hầm Naechon 3      | Mulgeol-ri, Naechon-myeon, Hongcheon-gun, Gangwon    | 154m      | 2017           | Hướng đi Yangyang           |
| Hầm Naechon 3      | Mulgeol-ri, Naechon-myeon, Hongcheon-gun, Gangwon    | 162m      | 2017           | Hướng đi Seoul              |
| Hầm Naechon 4      | Mulgeol-ri, Naechon-myeon, Hongcheon-gun, Gangwon    | 364m      | 2017           | Hướng đi Yangyang           |
| Hầm Naechon 4      | Mulgeol-ri, Naechon-myeon, Hongcheon-gun, Gangwon    | 358m      | 2017           | Hướng đi Seoul              |
| Hầm Naechon 5      | Mulgeol-ri, Naechon-myeon, Hongcheon-gun, Gangwon    | 205m      | 2017           | Hướng đi Yangyang           |
| Hầm Naechon 5      | Mulgeol-ri, Naechon-myeon, Hongcheon-gun, Gangwon    | 207m      | 2017           | Hướng đi Seoul              |
| Hầm seseok         | Mulgeol-ri, Naechon-myeon, Hongcheon-gun, Gangwon    | 3,061m    | 2017           | Hướng đi Yangyang           |
| Hầm seseok         | Mulgeol-ri, Naechon-myeon, Hongcheon-gun, Gangwon    | 2,997m    | 2017           | Hướng đi Seoul              |
| Hầm Haengchiryeong | Suha-ri, Seoseok-myeon, Hongcheon-gun, Gangwon       | 1,422m    | 2017           | Hướng đi Yangyang           |
| Hầm Haengchiryeong | Suha-ri, Seoseok-myeon, Hongcheon-gun, Gangwon       | 1,405m    | 2017           | Hướng đi Seoul              |
| Hầm Sangnam 1      | Sangnam-ri, Sangnam-myeon, Inje-gun, Gangwon         | 60m       | 2017           |                             |
| Hầm Sangnam 2      | Sangnam-ri, Sangnam-myeon, Inje-gun, Gangwon         | 115m      | 2017           |                             |
| Hầm Sangnam 3      | Sangnam-ri, Sangnam-myeon, Inje-gun, Gangwon         | 1,719m    | 2017           | Hướng đi Yangyang           |
| Hầm Sangnam 3      | Sangnam-ri, Sangnam-myeon, Inje-gun, Gangwon         | 1,739m    | 2017           | Hướng đi Seoul              |
| Hầm Sangnam 4      | Sangnam-ri, Sangnam-myeon, Inje-gun, Gangwon         | 1,434m    | 2017           | Hướng đi Yangyang           |
| Hầm Sangnam 4      | Sangnam-ri, Sangnam-myeon, Inje-gun, Gangwon         | 1,427m    | 2017           | Hướng đi Seoul              |
| Hầm Sangnam 5      | Sangnam-ri, Sangnam-myeon, Inje-gun, Gangwon         | 1,773m    | 2017           | Hướng đi Yangyang           |
| Hầm Sangnam 5      | Sangnam-ri, Sangnam-myeon, Inje-gun, Gangwon         | 1,825m    | 2017           | Hướng đi Seoul              |
| Hầm Sangnam 6      | Hanam-ri, Sangnam-myeon, Inje-gun, Gangwon           | 1,816m    | 2017           | Hướng đi Yangyang           |
| Hầm Sangnam 6      | Hanam-ri, Sangnam-myeon, Inje-gun, Gangwon           | 1,821m    | 2017           | Hướng đi Seoul              |
| Hầm Sangnam 7      | Hanam-ri, Sangnam-myeon, Inje-gun, Gangwon           | 2,287m    | 2017           | Hướng đi Yangyang           |
| Hầm Sangnam 7      | Hanam-ri, Sangnam-myeon, Inje-gun, Gangwon           | 2,257m    | 2017           | Hướng đi Seoul              |
| Hầm Girin 1        | Hyeon-ri, Girin-myeon, Inje-gun, Gangwon             | 118m      | 2017           |                             |
| Hầm Girin 2        | Hyeon-ri, Girin-myeon, Inje-gun, Gangwon             | 397m      | 2017           | Hướng đi Yangyang           |
| Hầm Girin 2        | Hyeon-ri, Girin-myeon, Inje-gun, Gangwon             | 431m      | 2017           | Hướng đi Seoul              |
| Hầm Girin 3        | Hyeon-ri, Girin-myeon, Inje-gun, Gangwon             | 162m      | 2017           | Hướng đi Yangyang           |
| Hầm Girin 3        | Hyeon-ri, Girin-myeon, Inje-gun, Gangwon             | 146m      | 2017           | Hướng đi Seoul              |
| Hầm Girin 4        | Hyeon-ri, Girin-myeon, Inje-gun, Gangwon             | 750m      | 2017           | Hướng đi Yangyang           |
| Hầm Girin 4        | Hyeon-ri, Girin-myeon, Inje-gun, Gangwon             | 727m      | 2017           | Hướng đi Seoul              |
| Hầm Girin 5        | Hyeon-ri, Girin-myeon, Inje-gun, Gangwon             | 1,148m    | 2017           |                             |
| Hầm Girin 6        | Bangdong-ri, Girin-myeon, Inje-gun, Gangwon          | 2,665m    | 2017           | Hướng đi Yangyang           |
| Hầm Girin 6        | Bangdong-ri, Girin-myeon, Inje-gun, Gangwon          | 2,666m    | 2017           | Hướng đi Seoul              |
| Hầm Inje Yangyang  | Jindong-ri, Girin-myeon, Inje-gun, Gangwon           | 10,962m   | 2017           | Đường hầm dài nhất Hàn Quốc |
| Hầm Seomyeon 1     | Seorim-ri, Seo-myeon, Yangyang-gun, Gangwon          | 110m      | 2017           | Hướng đi Seoul              |
| Hầm Seomyeon 2     | Seorim-ri, Seo-myeon, Yangyang-gun, Gangwon          | 248m      | 2017           |                             |
| Hầm Seomyeon 3     | Seorim-ri, Seo-myeon, Yangyang-gun, Gangwon          | 212m      | 2017           | Hướng đi Yangyang           |
| Hầm Seomyeon 3     | Seorim-ri, Seo-myeon, Yangyang-gun, Gangwon          | 212m      | 2017           | Hướng đi Seoul              |
| Hầm Seomyeon 4     | Seorim-ri, Seo-myeon, Yangyang-gun, Gangwon          | 117m      | 2017           | Hướng đi Yangyang           |
| Hầm Seomyeon 4     | Seorim-ri, Seo-myeon, Yangyang-gun, Gangwon          | 60m       | 2017           | Hướng đi Seoul              |
| Hầm Seomyeon 5     | Seorim-ri, Seo-myeon, Yangyang-gun, Gangwon          | 1,311m    | 2017           |                             |
| Hầm Seomyeon 6     | Su-ri, Seomyeon, Yangyang-gun, Gangwon               | 2,968m    | 2017           |                             |
| Hầm Seomyeon 7     | Su-ri, Seo-myeon, Yangyang-gun, Gangwon              | 743m      | 2017           |                             |

### Cầu
- Cầu Seondong
- Cầu Misa
- Cầu Sampae
- Cầu Deokso 1
- Cầu Deokso 2
- Cầu Wolmun 1
- Cầu Wolmun 3
- Cầu Wolmun 4
- Cầu Wolmun 5
- Cầu Chasan 1
- Cầu Chasan 2
- Cầu Changhyeon 1
- Cầu Seojong
- Cầu Suib 2
- Cầu Nomun 1
- Cầu Nomun 2
- Cầu Nomun 3
- Cầu Icheon 1
- Cầu Icheon 2
- Cầu Icheon 3
- Cầu Cheonan
- Cầu Eomso
- Cầu Shincheon
- Cầu Songsan
- Cầu Balsan 1
- Cầu Chugok
- Cầu Haengchon
- Cầu Gwangpan 1
- Cầu Gwangpan 2
- Cầu Gunja 1
- Cầu Gunja 2
- Cầu Gunja 3
- Cầu Gunja 4
- Cầu Joyang
- Cầu Dongsan 1
- Cầu Dongsan 2
- Cầu Dongsan 3
- Cầu Ganseongcheon
- Cầu Bukbang
- Cầu Songjeong 1
- Cầu Songjeong 2
- Cầu Hwachon
- Cầu Guseongpo
- Cầu Hongcheongang
- Cầu Oesampo
- Cầu Guneob 1
- Cầu Guneob 2
- Cầu Guneob 3
- Cầu Guneob 4
- Cầu Hwachon 1
- Cầu Hwachon 2
- Cầu Hwachon 3
- Cầu Oeya
- Cầu Naechoncheon
- Cầu Mulgeol 1
- Cầu Mulgeol 2
- Cầu Mulgeol 3
- Cầu Mulgeol 4
- Cầu Suha
- Cầu Sangnam 1
- Cầu Sangnam 2
- Cầu Sangnam 3
- Cầu Sangnam 4
- Cầu Sangnam 5
- Cầu Sangnamcheon
- Cầu Hanam 1
- Cầu Hanam 2
- Cầu Naerincheon
- Cầu Hyeonri 1
- Cầu Hyeonri 2
- Cầu Bangdong 2
- Cầu Bangtaecheon 1
- Cầu Seorim 1
- Cầu Seorim 2
- Cầu Seomyeon 1
- Cầu Seomyeon 2
- Cầu Seomyeon 3
- Cầu Gongsucheon

## Nút giao thông · Giao lộ
- IC và JC: Giao lộ, TG: Trạm thu phí, SA: Khu vực dịch vụ.
- Đơn vị đo khoảng cách là km.
- Phần có màu xanh nhạt (■): Đi trùng với Misa-daero

| Số                                                                   | Tên                                                                  | Tên                                                                  | Khoảng cách                                                          | Tổng khoảng cách                                                     | Kết nối                                                                                   | Vị trí                                                               | Vị trí                                                               | Ghi chú                                                              |
| Số                                                                   | Tiếng Anh                                                            | Hangul                                                               | Khoảng cách                                                          | Tổng khoảng cách                                                     | Kết nối                                                                                   | Vị trí                                                               | Vị trí                                                               | Ghi chú                                                              |
| Kết nối trực tiếp với Tuyến đường 88 thành phố Seoul (Olympic-daero) | Kết nối trực tiếp với Tuyến đường 88 thành phố Seoul (Olympic-daero) | Kết nối trực tiếp với Tuyến đường 88 thành phố Seoul (Olympic-daero) | Kết nối trực tiếp với Tuyến đường 88 thành phố Seoul (Olympic-daero) | Kết nối trực tiếp với Tuyến đường 88 thành phố Seoul (Olympic-daero) | Kết nối trực tiếp với Tuyến đường 88 thành phố Seoul (Olympic-daero)                      | Kết nối trực tiếp với Tuyến đường 88 thành phố Seoul (Olympic-daero) | Kết nối trực tiếp với Tuyến đường 88 thành phố Seoul (Olympic-daero) | Kết nối trực tiếp với Tuyến đường 88 thành phố Seoul (Olympic-daero) |
| -------------------------------------------------------------------- | -------------------------------------------------------------------- | -------------------------------------------------------------------- | -------------------------------------------------------------------- | -------------------------------------------------------------------- | ----------------------------------------------------------------------------------------- | -------------------------------------------------------------------- | -------------------------------------------------------------------- | -------------------------------------------------------------------- |
|                                                                      | Gangil                                                               | 강일                                                                 | -                                                                    | 0.00                                                                 | Đường cao tốc vành đai 1 vùng thủ đô Seoul Tuyến đường 88 thành phố Seoul (Olympic-daero) | Seoul                                                                | Gangdong-gu                                                          | Điểm bắt đầu                                                         |
|                                                                      | Seondong                                                             | 선동교차로                                                           | 0.96                                                                 | 0.96                                                                 | Misagangbyeon-daero                                                                       | Gyeonggi-do                                                          | Hanam-si                                                             |                                                                      |
|                                                                      | Misa                                                                 | 미사교차로                                                           | 0.96                                                                 | 1.92                                                                 | Tuyến dường 176 thành phố Hanam (Misa-daero)                                              | Gyeonggi-do                                                          | Hanam-si                                                             | Chỉ có thể vào Seoul                                                 |
| 1                                                                    | Deokso-Sampae                                                        | 덕소삼패                                                             | 2.03                                                                 | 3.95                                                                 | Quốc lộ 6 (Gyeonggang-ro) Tỉnh lộ 86 (Suksil-ro·Sure-ro) Deokso-ro·Sure-ro 115beon-gil    | Gyeonggi-do                                                          | Namyangju-si                                                         | Thanh toán tiền vé khi vào hướng Seoul và hướng Yangyang             |
| TG                                                                   | Namyangju TG                                                         | 남양주 요금소                                                        |                                                                      |                                                                      |                                                                                           | Gyeonggi-do                                                          | Namyangju-si                                                         | Trạm thu phí chính                                                   |
| 2                                                                    | Hwado                                                                | 화도                                                                 | 10.91                                                                | 14.86                                                                | Quốc lộ 46 (Singyeongchun-ro) Tỉnh lộ 86 (Sure-ro) Tỉnh lộ 387 (Sure-ro)                  | Gyeonggi-do                                                          | Namyangju-si                                                         |                                                                      |
| 3                                                                    | Seojong                                                              | 서종                                                                 | 5.30                                                                 | 20.16                                                                | Tỉnh lộ 86 (Bukhangang-ro) Tỉnh lộ 98 (Bukhangang-ro) Tỉnh lộ 391 (Bukhangang-ro)         | Gyeonggi-do                                                          | Yangpyeong-gun                                                       |                                                                      |
| 4                                                                    | Seorak                                                               | 설악                                                                 | 12.88                                                                | 33.04                                                                | Quốc lộ 37 (Yeongmyeong-ro) Tỉnh lộ 86 (Shincheonjungang-ro·Yumyeong-ro·Hanseo-ro)        | Gyeonggi-do                                                          | Gapyeong-gun                                                         |                                                                      |
| SA                                                                   | Gapyeong SA                                                          | 가평휴게소                                                           |                                                                      |                                                                      |                                                                                           | Gyeonggi-do                                                          | Gapyeong-gun                                                         | Cả 2 hướng                                                           |
| 5                                                                    | Gangchon                                                             | 강촌                                                                 | 14.20                                                                | 47.24                                                                | Tỉnh lộ 403 (Chunghyo-ro)                                                                 | Gangwon-do                                                           | Chuncheon-si                                                         |                                                                      |
| 6                                                                    | S.Chuncheon                                                          | 남춘천                                                               | 9.03                                                                 | 56.27                                                                | Tỉnh lộ 70 (Kimyujeong-ro) Tỉnh lộ 86 (Kimyujeong-ro·Jongjari-ro)                         | Gangwon-do                                                           | Chuncheon-si                                                         |                                                                      |
| 7                                                                    | Joyang                                                               | 조양                                                                 | 5.50                                                                 | 61.77                                                                | Quốc lộ 5 (Yeongseo-ro)                                                                   | Gangwon-do                                                           | Chuncheon-si                                                         | Chỉ có thể vào hướng Seoul và hướng Yangyang.                        |
| 8                                                                    | Chuncheon JC                                                         | 춘천 분기점                                                          | 0.44                                                                 | 62.21                                                                | Đường cao tốc Jungang                                                                     | Gangwon-do                                                           | Chuncheon-si                                                         | Đoạn cuối đường cao tốc Seoul Chuncheon do tư nhân vận hành          |
| 9                                                                    | E.Hongcheon                                                          | 동홍천                                                               | 16.23                                                                | 78.44                                                                | Quốc lộ 44 (Seorak-ro) Baekidong-gil                                                      | Gangwon-do                                                           | Hongcheon-gun                                                        |                                                                      |
| SA                                                                   | Hongcheon SA                                                         | 홍천휴게소                                                           |                                                                      |                                                                      |                                                                                           | Gangwon-do                                                           | Hongcheon-gun                                                        | Cả 2 hướng                                                           |
| 10                                                                   | Naechon                                                              | 내촌                                                                 | 16.77                                                                | 95.21                                                                | Tỉnh lộ 408 (Jangsuwon-ro)                                                                | Gangwon-do                                                           | Hongcheon-gun                                                        |                                                                      |
| 11 SA                                                                | Inje Naerincheon SA                                                  | 인제 내린천휴게소                                                    | 20.42                                                                | 115.63                                                               | Quốc lộ 31 (Naerincheon-ro)                                                               | Gangwon-do                                                           | Inje-gun                                                             | Cả 2 hướng tích hợp                                                  |
| 12                                                                   | W.Yangyang                                                           | 서양양                                                               | 25.22                                                                | 140.85                                                               | Quốc lộ 56 (Guryongryeong-ro) Tỉnh lộ 56 (Guryongryeong-ro)                               | Gangwon-do                                                           | Yangyang-gun                                                         | Chỉ có thể vào hướng Yangyang và hướng Seoul.                        |
| 13                                                                   | Yangyang JC                                                          | 양양 분기점                                                          | 10.22                                                                | 151.07                                                               | Đường cao tốc Donghae                                                                     | Gangwon-do                                                           | Yangyang-gun                                                         |                                                                      |
| 14                                                                   | Yangyang                                                             | 양양                                                                 | 1.30                                                                 | 152.37                                                               | Quốc lộ 44 (Seorak-ro) Quốc lộ 56 (Seorak-ro) Tỉnh lộ 56 ( Seorak-ro)                     | Gangwon-do                                                           | Yangyang-gun                                                         |                                                                      |

## Khu vực đi qua
Seoul
- Gangdong-gu (Godeok-dong - Gangil-dong)

Gyeonggi-do
- Hanam-si (Seon-dong - Mangwol-dong) - Namyangju-si (Sampae-dong - Wabu-eup - Hwado-eup) - Yangpyeong-gun Seojong-myeon - Gapyeong-gun Seorak-myeon

Gangwon-do
- Hongcheon-gun Seo-myeon - Chuncheon-si (Nam-myeon - Namsan-myeon - Dongsan-myeon) - Hongcheon-gun (Bukbang-myeon - Hwachon-myeon - Naechon-myeon - Seoseok-myeon) - Inje-gun (Sangnam-myeon - Girin-myeon) - Yangyang-gun Seomyeon